# ダグラス・モーソン
ダグラス・モーソン（Douglas Mawson、1882年5月5日 - 1958年10月14日）は、オーストラリアの南極探検家、地質学者である。ロアール・アムンセン、ロバート・スコット、アーネスト・シャクルトンらが活躍した、南極探検の「英雄時代」の探検家の1人である。

## 経歴
イングランド北部のブラッドフォードに生まれた。ダグラスが2歳の時に両親はオーストラリアに移住した。
シドニー大学で学んだ。1903年に地質学者としてバヌアツの調査隊に加わり、メラネシアの地質学研究の最初の報告である The geology of the New Hebrides を発表した。1905年にはアデレード大学の岩石学と鉱物学の講師となった。
1907年、シャクルトンが率いるイギリスの南極探検隊に加わり（ニムロド遠征）、エッジワース・デイビッドとともにエレバス山の登頂に成功した。その後南の南磁極に到達したチームのメンバーとなった。
1911年から1914年の間、オーストラリア南極探検隊を率いて、オーストラリアに近い南極沿岸地区のジョージ5世海岸、アデリーランドの探検を行った。この探検では同行のベルグレーブ・ニニンズとザビエル・メルツが命を落とし、モーソンが自身もかろうじて生還する経験をしている。これらの出来事は著書 Home of the Blizzard に記された。
帰国後、モーソンの業績はスコット探検隊の悲劇や第一次世界大戦の勃発によって、世間の注目を集めることはなかった。1915年、南極探検隊の科学的功績に対して、王立地理学会から金メダル（創立者メダル）が贈られた。
その後は、オーストラリアのフリンダーズ山脈の地質学的な研究を行う他、1929年からの2回のイギリス－オーストラリア－ニュージーランドの南極探検隊の隊長を務めた。
1984年から発行されていた旧100オーストラリア・ドル紙幣に肖像が使用されていた。